# ستيفانو موروني
ستيفانو موروني (بالإيطالية: Stefano Morrone)‏ (مواليد 26 أكتوبر 1978 في كوزنسا - إيطاليا) لاعب كرة قدم إيطالي يلعب حاليا لصالح نادي الدرجة الأولى بارما الإيطالي منذ 2007 في مركز الوسط المدافع .

## روابط خارجية
- ستيفانو موروني على موقع الاتحاد الدولي (مؤرشف)  (الإنجليزية)
- ستيفانو موروني على موقع الاتحاد الأوربي (الإنجليزية)
- ستيفانو موروني على موقع قاعدة بيانات كرة القدم.إي يو (الإنجليزية)
- ستيفانو موروني على موقع Soccerway.com (الإنجليزية)
- ستيفانو موروني على موقع عالم كرة القدم.نت (الإنجليزية)
- ستيفانو موروني على موقع كووورة
- ستيفانو موروني على موقع أوليمبيديا (الإنجليزية)
- ستيفانو موروني على موقع AS.com (الإسبانية)